# 寺町芋螺
寺町芋螺（学名：Conus teramachii）为芋螺科芋螺屬下的一个种。